# Aleksander Zakrzewski (kartograf)
Aleksander Zakrzewski (ur. 12 grudnia 1799 w Sandomierzu, zm. 22 kwietnia 1866 w Krakowie) – oficer Królestwa Polskiego, polski kartograf, litograf.

## Życiorys
Urodził się 12 grudnia 1799 w Sandomierzu. W 1818 konduktor w korpusie Inżynierów, w 1825 otrzymał stopień podporucznika. Brał udział w powstaniu listopadowym i został awansowany na stopień porucznika, a następnie kapitana. W październiku 1831 otrzymał Złoty Krzyż Orderu Virtuti Militari.
Wyemigrował do Francji i był autorem planów Francji i Paryża. W latach 1848–1853 brał udział w wyprawie naukowej na Madagaskar i Tahiti. Jako pierwszy wykonał mapę Markizów. Następnie udał się do Stanów Zjednoczonych i wykonał plan San Francisco oraz brał udział w wykonaniu map stanu Arizona.
Był również autorem planu Warszawy. Pod koniec życia powrócił do kraju i zamieszkał w Krakowie, gdzie zmarł 22 kwietnia 1866.